# 布羅德基爾海灘 (特拉華州)
布羅德基爾海灘（英語：Broadkill Beach）是位於美國特拉華州蘇塞克斯縣的一個非建制地區。該地的面積和人口皆未知。

## 地理
布羅德基爾海灘的座標為38°49′41″N 75°12′43″W / 38.82806°N 75.21194°W，而該地的平均海拔高度為2米（即7英尺）。